# Zumarraga (Spanje)
Zumarraga is een gemeente in de Spaanse provincie Gipuzkoa in de regio Baskenland met een oppervlakte van 18 km². Zumarraga telt 9.918 inwoners (1 januari 2016).

## Demografische ontwikkeling
Bron: INE; 1857-2011: volkstellingen

## Geboren
- 15 januari 1968, Iñaki Urdangarin (gewezen handballer en echtgenoot van Cristina van Spanje)
- 27 februari 1975, Aitor González Jiménez (wielrenner)
- 29 februari 1989, Mikel Balenziaga (voetballer)